# 바르샤바 동물원
바르샤바 동물원(폴란드어: Miejski Ogród Zoologiczny w Warszawie)은 폴란드 마조프셰주 바르샤바에 있는 동물원으로, 비스와강변에 위치한다. 1928년에 개장한 이 동물원은 바르샤바 중심부에 약 40헥타르(99에이커)의 면적을 차지하고 있으며, 매년 70만 명이 넘는 방문객이 찾아와 폴란드에서 가장 인기 있는 동물원 중 하나다. 500종 이상에 달하는 11,000마리 이상의 동물이 서식하고 있다.